# Ernst Scholz
Pour les articles homonymes, voir Scholz.
Ne doit pas être confondu avec Ernst Scholz (DVP).
Ernst Scholz (né le 19 juillet 1913 à Berlin et mort le 12 juin 1986 à Berlin-Est) est un résistant et homme politique allemand. Après la Seconde Guerre mondiale, il occupe plusieurs postes ministériels de la République démocratique allemande (RDA).

## Biographie
Dans les années 1920, adolescent, Scholz fait du scoutisme, participe au mouvement des Wandervogel et est membre de l'Association sportive « Fichte ». Il étudie de 1932 à 1933 l'architecture à l'université technique de Berlin, au Bauhaus et, après sa fermeture, étudie de 1933 à 1934 à l'École spéciale d'architecture, à Paris.

### Résistance durant la Seconde Guerre mondiale
Après avoir obtenu son diplôme, il a travaillé comme architecte indépendant, en 1934, Scholz, devient membre du Parti communiste d'Allemagne (KPD) dans l'illégalité et travaille pour la Rote Hilfe Deutschlands – une organisation politique de secourisme – également interdite en l'Allemagne. La même année, il participe à la tentative visant à libérer Ernst Thälmann de prison, entreprise qui échoue. Fin 1937, il émigre en Espagne via la Tchécoslovaquie, la Suisse et la France, où il s'engage de 1938 à 1939 dans la XIe brigade internationale, participant ainsi à la guerre civile espagnole notamment la bataille de l'Èbre. Interné en France en 1939 (à Saint-Cyprien et au camp de Gurs) ainsi que dans les prisons de Pau et de Bordeaux, il réussit à s'échapper en 1940 avec trois camarades. Jusqu'en mars 1945, il participe à la résistance intérieure française comme artilleur (FTPF/FFI et 13e bataillon d'infanterie). Il est alors membre, en parallèle, du mouvement de l'Allemagne libre dans l'Ouest (CALPO/BFDW) ou du Comité « Allemagne libre pour l'Ouest », dont un secrétariat régional a été formé en septembre 1944 à Lyon.

### Carrière politique en Allemagne
Ernst Scholz retourne en Allemagne en 1945. L'année suivante, le Parti communiste d'Allemagne (KPD) – auquel il adhère – fusionnant avec le Parti social-démocrate d'Allemagne (SPD), il rejoint de fait le Parti socialiste unifié d'Allemagne (SED), issu de cette fusion. De 1945 à 1949, il dirige le ministère de l'agriculture et de la planification économique du gouvernement de l'État de Brandebourg. En 1950, il devient directeur adjoint de la planification économique, puis chef de la Direction du Bâtiment à la Commission économique allemande (de) et enfin chef de la Direction du Bâtiment près le ministère de l'Industrie. Scholz est, de 1950 à 1953, chef du département d'économie au Comité central du SED. En plus de ses fonctions de directeur de la construction de VEB Rostock Union et de membre de la Commission de la ville de Rostock, il étudie à horaires décalés de 1954 à 1956 à l'université de Rostock et y obtient un doctorat après son 3e cycle d'études, en 1963.
De 1956 à 1958, il représente le gouvernement de la République démocratique allemande (RDA) dans les États arabes. Jusqu'en 1963, il est ministre du génie civil et député à la chambre du peuple. De 1963 à 1968, ambassadeur, il représente le gouvernement de la RDA auprès des États arabes dans le VAR (Égypte). De 1968-1973, Ernst Scholz est secrétaire d'État et premier vice-ministre des affaires étrangères, avant de devenir, en 1974 et jusqu'en 1976, « ambassadeur extraordinaire et plénipotentiaire du gouvernement de la République démocratique allemande » auprès de la République française (voir Ambassade de la République démocratique allemande en France). Durant dix ans, de 1976 à 1986, Scholz assure la présidence de la société pour l'amitié franco-allemande (RDA).

## Distinctions
Il reçoit en 1958 la médaille des combattants contre le fascisme et, en 1965, la bannière du Travail. En 1973 lui est décerné l'ordre du Mérite patriotique en or ; en 1976, il se voit remettre le fermoir honorifique en or, le niveau supérieur de l'Ordre. Il est enfin récipiendaire, en 1978, de l'ordre de Karl-Marx — plus haute distinction de la RDA.
En France lui ont été remis la croix du combattant volontaire de la Résistance et la médaille commémorative de la guerre 1939-1945 pour sa participation à la résistance française. Ernst Scholz devient par ailleurs citoyen d'honneur de la ville française d'Ivry-sur-Seine en 1974.